# Лобсанов, Будажап Лобсанович
Будажап Лобсанович Лобсанов (1908—1986) — советский хозяйственный, государственный и политический деятель.

## Биография
Родился в 1908 году в нынешнем Селенгинском районе. Член ВКП(б).
С 1927 года - на хозяйственной, общественной и политической работе. В 1927-1963 гг. — заведующий Селенгинским аймачным земельным отделом, секретарь Исполнительного комитета Селенгинского аймачного Совета, народный комиссар земледелия Бурят-Монгольской АССР, в СНК и Наркомземе Бурят-Монгольской АССР, 1-й секретарь Еравнинского, Селенгинского районного комитета ВКП(б), 2-й секретарь Бурят-Монгольского областного комитета ВКП(б), председатель Верховного Совета Бурят-Монгольской АССР, и.о. председателя, председатель Президиума Верховного Совета Бурят-Монгольской АССР, министр сельского хозяйства Бурят-Монгольской АССР, директор Малокуналейской машинно-тракторной станции, заведующий Сельскохозяйственной группой, Организационно-инструкторским отделом СМ, 1-й заместитель министра производства и заготовок сельскохозяйственных продуктов Бурятской АССР.
Избирался депутатом Верховного Совета СССР 2-го и 3-го созывов.
Умер в 1986 году.